# Pantauc de Macedònia
Pantauc (grec antic: Πάνταυχος, llatí: Pantaucus), fill de Bàlacros, fou un dels amics i consellers principals de Perseu de Macedònia, que el va utilitzar per diverses missions confidencials.
L'any 171 aC va ser un dels ostatges entregats pel rei durant la seva entrevista amb el comissionat romà Quint Marci Filip. Després va ser un dels ambaixadors enviats a Publi Licini Cras amb propostes de pau l'any 171 aC. Tres anys més tard, el 168 aC Perseu el va enviar al rei Genci d'Il·líria per assegurar l'aliança d'aquest rei, i va romandre un cert temps a la cort il·líria, estimulant els actes contra Roma i insistint en l'ajuda al regne de Macedònia. En parlen Polibi i Titus Livi.